# Valla, Katrineholms kommun

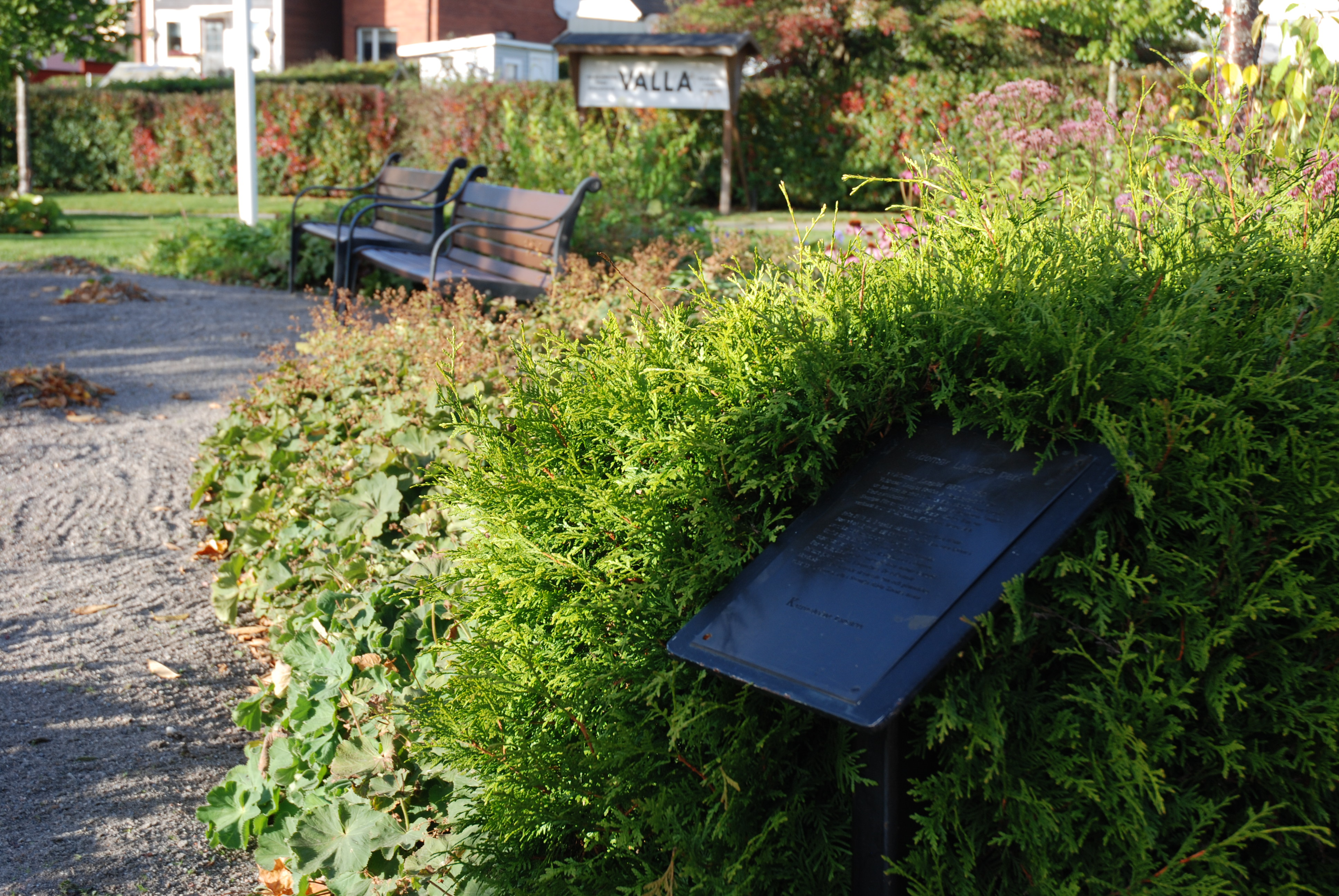
Valdemar Langlets park, med minnesplakett över Valdemar Langlet

Valla är den näst största tätorten i Katrineholms kommun. Valla ligger omkring tio kilometer öster om Katrineholm och sexton kilometer väster om Flen. Genom Valla passerar riksväg 55 / 57 samt Västra stambanan. Valla är idag främst en förort till Katrineholm.
Järnvägen delar Valla. Delarna är Valla och Häringe.

## Historia
Samhället Valla, som ligger i Sköldinge socken, växte på allvar fram i slutet av 1800-talet, då en järnvägsstation förlades hit. 
Valla ingick efter kommunreformen 1862 i Sköldinge landskommun. I denna inrättades för orten 17 juli 1914 Valla municipalsamhälle som upplöstes 31 december 1959. Orten ingår sedan 1971 i Katrineholms kommun.

### Befolkningsutveckling
| Befolkningsutvecklingen i Valla 1950–2020 | Befolkningsutvecklingen i Valla 1950–2020 | Befolkningsutvecklingen i Valla 1950–2020 | Befolkningsutvecklingen i Valla 1950–2020 | Befolkningsutvecklingen i Valla 1950–2020 |
| ----------------------------------------- | ----------------------------------------- | ----------------------------------------- | ----------------------------------------- | ----------------------------------------- |
|                                           |                                           |                                           |                                           |                                           |
| År                                        |                                           |                                           | Folkmängd                                 | Areal (ha)                                |
| 1950                                      | 1950                                      |                                           | 1 081                                     |                                           |
| 1960                                      | 1960                                      |                                           | 1 155                                     |                                           |
| 1965                                      | 1965                                      |                                           | 1 219                                     |                                           |
| 1970                                      | 1970                                      |                                           | 1 316                                     |                                           |
| 1975                                      | 1975                                      |                                           | 1 434                                     |                                           |
| 1980                                      | 1980                                      |                                           | 1 596                                     |                                           |
| 1990                                      | 1990                                      |                                           | 1 804                                     | 134                                       |
| 1995                                      | 1995                                      |                                           | 1 760                                     | 134                                       |
| 2000                                      | 2000                                      |                                           | 1 644                                     | 134                                       |
| 2005                                      | 2005                                      |                                           | 1 584                                     | 134                                       |
| 2010                                      | 2010                                      |                                           | 1 517                                     | 133                                       |
| 2015                                      | 2015                                      |                                           | 1 485                                     | 130                                       |
| 2020                                      | 2020                                      |                                           | 1 475                                     | 131                                       |
|                                           |                                           |                                           |                                           |                                           |

## Näringsliv
Näringslivet i Valla omfattar bland annat Kronfågel, Tempo, Valla Däck, Valla bildemontering, S-A Gustavsson VVS, Loppisen Valla Pickers samt byggföretag och schaktföretag.